# Hungarian Ladies Open
El Torneig de Budapest, conegut oficialment com a Hungarian Ladies Open, és una competició tennística professional que es disputa sobre terra batuda al Romai Tennis Academy de Budapest, Hongria. Pertany als International Tournaments del circuit WTA femení. Es va crear l'any 1993 i actualment es disputa al mes de juliol.
Originalment es coneixia amb el nom de Budapest Grand Prix. L'edició de 2014 fou cancel·lada i substituïda per un nou torneig a Bucarest (Romania). El torneig es va tornar a disputar l'any 2016 dins el Circuit ITF i l'any següent va recuperar l'status al circuit WTA sobre pista dura interior.
L'edició de 2020 s'havia de disputar a la ciutat de Debrecen però l'organització va suspendre la seva celebració només dues setmanes abans per no disposar d'una seu adequada. L'any següent va tornar al circuit però va canviar de superfície a terra batuda exterior.

## Palmarès

### Individual femení
| Any               | Campiona                                          | Finalista                                         | Resultat                                          |
| ----------------- | ------------------------------------------------- | ------------------------------------------------- | ------------------------------------------------- |
| WTA 250           |                                                   |                                                   |                                                   |
| 2024              | Diana Shnaider                                    | Aliaksandra Sasnovich                             | 6−4, 6−4                                          |
| 2023              | Maria Timofeeva                                   | Kateryna Baindl                                   | 6−3, 3−6, 6−0                                     |
| 2022              | Bernarda Pera                                     | Aleksandra Krunić                                 | 6−3, 6−3                                          |
| 2021              | Yulia Putintseva                                  | Anhelina Kalinina                                 | 6−4, 6−0                                          |
| WTA International |                                                   |                                                   |                                                   |
| 2020              | Torneig suspès a causa de la pandèmia de COVID-19 | Torneig suspès a causa de la pandèmia de COVID-19 | Torneig suspès a causa de la pandèmia de COVID-19 |
| 2019              | Alison Van Uytvanck (2)                           | Markéta Vondroušová                               | 1−6, 7−5, 6−2                                     |
| 2018              | Alison Van Uytvanck                               | Dominika Cibulková                                | 6−3, 3−6, 7−5                                     |
| 2017              | Tímea Babos                                       | Lucie Šafářová                                    | 6−7(4), 6−4, 6−3                                  |
| Circuit ITF       |                                                   |                                                   |                                                   |
| 2016              | Elitsa Kostova                                    | Viktoriya Tomova                                  | 6−0, 7−6(3)                                       |
| 2015              | No celebrat                                       | No celebrat                                       | No celebrat                                       |
| 2014              | No celebrat                                       | No celebrat                                       | No celebrat                                       |
| WTA International |                                                   |                                                   |                                                   |
| 2013              | Simona Halep                                      | Yvonne Meusburger                                 | 6−3, 6−7(7), 6−1                                  |
| 2012              | Sara Errani                                       | Ielena Vesninà                                    | 7−5, 6−4                                          |
| 2011              | Roberta Vinci                                     | Irina-Camelia Begu                                | 6−4, 1−6, 6−4                                     |
| 2010              | Ágnes Szávay (2)                                  | Patty Schnyder                                    | 6−2, 6−4                                          |
| 2009              | Ágnes Szávay                                      | Patty Schnyder                                    | 2−6, 6−4, 6−2                                     |
| Tier III          |                                                   |                                                   |                                                   |
| 2008              | Alizé Cornet                                      | Andreja Klepač                                    | 7−6(5), 6−3                                       |
| 2007              | Gisela Dulko                                      | Sorana Cîrstea                                    | 6−7(2), 6−2, 6−2                                  |
| Tier IV           |                                                   |                                                   |                                                   |
| 2006              | Anna Smashnova (2)                                | Lourdes Domínguez Lino                            | 6−1, 6−3                                          |
| 2005              | Anna Smashnova                                    | Catalina Castaño                                  | 6−2, 6−2                                          |
| 2004              | Jelena Janković                                   | Martina Suchá                                     | 7−6(4), 6−3                                       |
| 2003              | Magüi Serna                                       | Alicia Molik                                      | 3−6, 7−5, 6−4                                     |
| 2002              | Martina Müller                                    | Myriam Casanova                                   | 6−2, 3−6, 6−4                                     |
| 2001              | Magdalena Maleeva                                 | Anne Kremer                                       | 3−6, 6−2, 6−4                                     |
| 2000              | Tathiana Garbin                                   | Kristie Boogert                                   | 6−2, 7−6(4)                                       |
| 1999              | Sarah Pitkowski-Malcor                            | Cristina Torrens Valero                           | 6−2, 6−2                                          |
| 1998              | Virginia Ruano Pascual                            | Silvia Farina Elia                                | 6−4, 4−6, 6−3                                     |
| 1997              | Amanda Coetzer                                    | Sabine Appelmans                                  | 6−1, 6−3                                          |
| 1996              | Ruxandra Dragomir                                 | Melanie Schnell                                   | 7−6(6), 6−1                                       |
| 1995              | No celebrat                                       | No celebrat                                       | No celebrat                                       |
| 1994              | No celebrat                                       | No celebrat                                       | No celebrat                                       |
| 1993              | Zina Garrison                                     | Sabine Appelmans                                  | 7−5, 6−2                                          |

### Dobles femenins
| Any               | Campiones                                         | Finalistes                                        | Resultat                                          |
| ----------------- | ------------------------------------------------- | ------------------------------------------------- | ------------------------------------------------- |
| WTA 250           |                                                   |                                                   |                                                   |
| 2024              | Katarzyna Piter Fanny Stollár (2)                 | Anna Danilina Irina Khromacheva                   | 6−3, 3−6, [10−3]                                  |
| 2023              | Katarzyna Piter Fanny Stollár                     | Jessie Aney Anna Sisková                          | 6−2, 4−6, [10−4]                                  |
| 2022              | Ekaterine Gorgodze Oksana Kalashnikova            | Katarzyna Piter Kimberley Zimmermann              | 1−6, 6−4, [10−6]                                  |
| 2021              | Mihaela Buzărnescu Fanny Stollár                  | Aliona Bolsova Tamara Korpatsch                   | 6−4, 6−4                                          |
| WTA International |                                                   |                                                   |                                                   |
| 2020              | Torneig suspès a causa de la pandèmia de COVID-19 | Torneig suspès a causa de la pandèmia de COVID-19 | Torneig suspès a causa de la pandèmia de COVID-19 |
| 2019              | Ekaterina Alexandrova Vera Zvonariova             | Fanny Stollár Heather Watson                      | 6−4, 4−6, [10−7]                                  |
| 2018              | Georgina García Pérez Fanny Stollár               | Kirsten Flipkens Johanna Larsson                  | 4−6, 6−4, [10−3]                                  |
| 2017              | Hsieh Su-wei Oksana Kalashnikova                  | Arina Rodionova Galina Voskoboeva                 | 6−3, 4−6, [10−4]                                  |
| Circuit ITF       |                                                   |                                                   |                                                   |
| 2016              | Ema Burgić Bucko Georgina García Pérez            | Lenka Kunčíková Karolína Stuchlá                  | 6−4, 2−6, [12−10]                                 |
| 2015              | No celebrat                                       | No celebrat                                       | No celebrat                                       |
| 2014              | No celebrat                                       | No celebrat                                       | No celebrat                                       |
| WTA International |                                                   |                                                   |                                                   |
| 2013              | Andrea Hlaváčková Lucie Hradecká                  | Nina Bratchikova Anna Tatishvili                  | 6−4, 6−1                                          |
| 2012              | Janette Husárová Magdaléna Rybáriková             | Eva Birnerová Michaëlla Krajicek                  | 6−4, 6−2                                          |
| 2011              | Anabel Medina Garrigues Alicja Rosolska           | Natalie Grandin Vladimíra Uhlířová                | 6−2, 6−2                                          |
| 2010              | Timea Bacsinszky Tathiana Garbin                  | Sorana Cîrstea Anabel Medina Garrigues            | 6−3, 6−3                                          |
| 2009              | Alissa Kleibànova Monica Niculescu                | Alona Bondarenko Katerina Bondarenko              | 6−4, 7−6(5)                                       |
| Tier III          |                                                   |                                                   |                                                   |
| 2008              | Alizé Cornet Janette Husárová                     | Vanessa Henke Ioana Raluca Olaru                  | 6−7(5), 6−1, [10−6]                               |
| 2007              | Ágnes Szávay Vladimíra Uhlířová                   | Martina Müller Gabriela Navrátilová               | 7−5, 6−2                                          |
| Tier IV           |                                                   |                                                   |                                                   |
| 2006              | Janette Husárová Michaëlla Krajicek               | Lucie Hradecká Renata Voráčová                    | 4−6, 6−4, 6−4                                     |
| 2005              | Émilie Loit Katarina Srebotnik                    | Lourdes Domínguez Lino Marta Marrero              | 6−1, 3−6, 6−2                                     |
| 2004              | Petra Mandula Barbara Schett                      | Ágnes Szávay Virág Németh                         | 6−3, 6−2                                          |
| 2003              | Petra Mandula Elena Tatarkova                     | C. Martínez Granados Tatiana Perebiynis           | 6−3, 6−1                                          |
| 2002              | Émilie Loit Catherine Barclay-Reitz               | Elena Bovina Zsófia Gubacsi                       | 4−6, 6−3, 6−3                                     |
| 2001              | Janette Husárová Tathiana Garbin                  | Zsófia Gubacsi Dragana Zarić                      | 6−1, 6−3                                          |
| 2000              | Lubomira Bacheva Cristina Torrens Valero          | Jelena Kostanić Tošić Sandra Nacuk                | 6−0, 6−2                                          |
| 1999              | Ievguénia Kulikóvskaia Sandra Nacuk               | Laura Montalvo Virginia Ruano Pascual             | 6−3, 6−4                                          |
| 1998              | Virginia Ruano Pascual Paola Suárez               | Cătălina Cristea Laura Montalvo                   | 4−6, 6−1, 6−1                                     |
| 1997              | Amanda Coetzer Alexandra Fusai                    | Eva Martincová Elena Wagner                       | 6−3, 6−1                                          |
| 1996              | Katrina Adams Debbie Graham                       | Radka Bobková Eva Melicharová                     | 6−3, 7−6(3)                                       |
| 1995              | No celebrat                                       | No celebrat                                       | No celebrat                                       |
| 1994              | No celebrat                                       | No celebrat                                       | No celebrat                                       |
| 1993              | Inés Gorrochategui Caroline Vis                   | Sandra Cecchini Patricia Tarabini                 | 6−1, 6−3                                          |